# Aldealgordo (Ávila)
Aldealgordo es un caserío del municipio español de Tolbaños, perteneciente a la provincia de Ávila, en la comunidad autónoma de Castilla y León.

## Geografía
Está ubicado junto al curso del río Voltoya, en un terreno con barrancos poblados de monte de encina.

## Historia
Hacia mediados del siglo XIX, el caserío, ya por entonces perteneciente a Tolbaños, tenía contabilizada una población de 7 habitantes. Aparece descrito en el primer volumen del Diccionario geográfico-estadístico-histórico de España y sus posesiones de Ultramar de Pascual Madoz de la siguiente manera:

ALDEALGORDO: cas. con deh. y monte en la prov. y part. jud. de Avila (4 leg. al O.), térm. jurisd. y á 1 leg al S. de Tolbaños: es propio del Sr. conde de Polentinos, y tiene en el centro de la deh. una casa de dos pisos de 31 varas de frente y 30 de fondo, y ademas dos esquiléos de ganado lanar con sus lonjas correspondientes, llamadas rancho de arriba y rancha de abajo, cuatro encerraderos, un sudadero, un comedor para los pastores con su despensa, y un lavadero de 9 varas de frente y 48 de fondo con su cocina. Confina por N. con el térm. de Maello, E. con el de Blascoeles y deh. de Tabladillo, S. con los de Tolbaños y Saornil de Boltova, y O. con el de Villadey; ocupa de N. á S. 3/4 de leg., 1 de E. á O., y 2 1/2 de circunferencia: el terreno todo de monte, sit. en su mayor parte en las cuevas que forma el r. Boltoya, es flojo, pedregoso, de secano, con algo de regadío, y comprende 3,000 obradas de 400 estadales de 15 cuartos cada uno, divididas en esta forma: 4 obradas de tierra de 1.ª clase en una huerta de regadio, 80 obradas de 3.ª que se disfrutan á dos hojas; 300 de prado de secano de 2.ª clase en diferentes pedazos; 400 de 1.ª con algunos fresnos en un soto de regadío; 5 de secano de 2.ª en un prado que sirve de tendedero de lana, dentro del cual hay una lonja para apartar las lanas y ensacarlas despues de lavadas: y las restantes obradas de terreno yermo, distribuidas en cuestas, peñascos y barrancos poblados de monte de encina: pasa por medio de la deh. el r. Boltoya que marcha de S. á N., el cual ademas de dar riego á las tierras referidas, sirve para los usos domésticos, de abrevadero de los ganados, para el lavadero de las lanas, y para dar impulso á un molino harinero de dos piedras, que solo mueve 8 meses, por lo mucho que se disminuye el r. en los meses de junio, julio, agosto y setiembre. Prod.: trigo, centeno, pastos, bellota y leña: pobl.: 2 vec. 7 alm: en 1843 satisfizo por su encabezamiento de rent. prov. 605 rs. 2 mrs. vn., y sus demas contr. se hallan inclusas en las de Tolbaños. Atraviesa por la deh. el camino carretero que conduce de Avila á Maello.
(Madoz, 1845, p. 445)